# اللحف (القبيطة)

تعديل مصدري - تعديل

اللحـف هي إحدى قرى عزلة كرش بمديرية القبيطة التابعة لمحافظة لحج، بلغ تعداد سكانها 115 نسمة حسب تعداد اليمن لعام 2004.